# 野々村直通
野々村 直通（ののむら なおみち、1951年12月14日 - ）は、島根県出身の教育評論家、画家、野球指導者。元高等学校教員（美術科教諭）。よしもとクリエイティブ・エージェンシー所属（マネジメント契約）。

## 経歴
島根県立大東高等学校（第22期卒）から広島大学（学校教育学部美術科）に進学。
硬式野球部では2年時に広島六大学の首位打者を獲得。4年時は主将として全日本大学野球選手権大会に初出場。四番・一塁手で出場した初戦で同志社大学に0-11で敗れた。
大学卒業後に広島県立府中東高校に美術教師として赴任。また、野球部監督ともなり、1978年秋の中国大会で準優勝し、翌年の第51回選抜高等学校野球大会の出場校に選出され監督として甲子園初出場を果たした。「当時の広島の高校野球指導者は猛者ぞろいで、練習試合でも一切手抜きなしの、まさに『常在戦場』でした。この広島が私の野球の原点」と話す。その後、郷里の島根県に戻り、松江日大高校の監督を経て松江第一高校（後に開星高校）の教員となり、1988年4月に野球部を創部し初代監督に就任した。創部6年目の1993年に、夏の第75回全国高等学校野球選手権大会に初出場。
1998年秋の中国大会では島根県勢としては1965年の邇摩高校以来33年ぶりの優勝を果たし神宮大会に出場したが、後に野球部員2人が高野連の定める大会参加資格規定に違反していたとして2人が出場した大会の記録を無効とした。これにより翌年の選抜大会へ出場できなくなり、日本学生野球協会からは警告処分が下った。2007年の第89回全国高等学校野球選手権大会で初戦の徳島商業高校戦で勝利し監督として甲子園大会初勝利を挙げた。2009年の第81回選抜高等学校野球大会では初戦で神宮大会優勝校の慶応義塾高校に勝利し選抜大会初勝利。同年秋の中国大会で2度目の優勝し、翌2010年の第82回選抜高等学校野球大会に出場したが初戦で21世紀枠選出の向陽高校に1-2で敗れた。試合後のインタビューで「21世紀枠に負けたのは末代までの恥。切腹して死にたい」などの発言が問題となり、3月25日より監督を一時期辞任していた。謝罪会見では「地元の期待もあり、21世紀枠（の高校）には負けられないと思っていたのに負けてしまい、現実を受け止められなかった。中国代表の名を汚したという強い思いがありました」と釈明した。高野連からの処分は無かったが、野々村が辞任すると誹謗中傷は部員にも向けられ、学校の電話は抗議により鳴りっ放しで、グラウンドでは酔っ払いからヤジを飛ばされ、とても野球に集中できる環境ではなくなった。
その後復帰を願う署名などもあり2011年3月12日に監督に再就任。しかし夏の第93回全国高等学校野球選手権大会出場を最後に監督を退任し、2012年3月限りで開星高校を定年退職した。なお、第93回高校野球大会では2回戦で敗退しているが、この時デイリースポーツ紙面で「末代まで誇れる敗戦」との見出しで健闘を労われた。
教師退職後の2012年4月より教育評論家に転身。サンケイスポーツで連載コラム（『末代までの教育論』）の担当や、テレビ・ラジオ等のメディア出演するなど、様々な活動を展開している。
抽選会での羽織袴姿をはじめ、紫のラメ入りのスーツ、菅原文太を真似た短髪とサングラス、監督室に日章旗や旭日旗を掲げる根っからの愛国者であること、極めつけに練習・試合中にあげる怒声で対戦相手を震え上がらせるなど「ヤクザ監督」の異名を取った。その一方で実直な姿勢はかつての教え子ら周囲の人物に篤く慕われ、信頼された。
その後2020年2月8日に3月1日付で開星高校硬式野球部監督に復帰する事が発表された。

## 主張
- 体罰には一貫して肯定的であり、体罰禁止が教育現場を委縮させていると主張している[16][17]。
- 夏の全国高等学校野球選手権大会について、「暑さに耐えるのも教育」「鍛えてたら死にません」としている[18]。
- 「元来、男は狩猟に適し、女は子供を産み母乳で育てる。これは神が創造した性差である」「“狩り”における攻撃的象徴がペニスであり、受動（受胎）的象徴が女性器となる。野球に例えると、バット＝攻撃＝とミット=守り＝である（笑）」という独自の主張をしている[19]。
- 教員定年退職後には21世紀枠について「21世紀枠をさぞかし恨んでいると思われているんですけど、僕は、2003年に隠岐が出たときは大喜びでしたから。あそこは練習試合ひとつするのも大変。移動に時間もお金もかかる。震災でほとんど練習ができなかったチームとか、本当に出すべき高校に対しては大賛成。ただ、文武両道で出す、というのは、ちょっと待てよという気がするんです」との立場を示している[20]。

## 画家としての活動
伯父が京都の西陣織の下絵書きをする芸術家であり、その影響で幼い頃から絵を描いていた。教員時代の担当科目は美術で、個展の開催や島根県警鑑識課で似顔絵の特別講師をつとめるなど画家としても活動し、当時から「山陰のピカソ」とも呼ばれていた。また、開星高校野球部のユニフォームをデザインし、1997年からは野球部員が卒業する際には一人一人に似顔絵を贈っていた。
1980年代に某女性が、島根県益田市で目撃したとされる北朝鮮工作員らしき男性の似顔絵を、証言をもとに描いたこともある。
2015年7月に島根県松江市に画廊を開設。島根県農業協同組合（JAしまね）の月刊誌「JAしまねびより」の表紙の原画も担当している。

## 指導した主な選手
- 片岡光宏
- 杉原洋
- 梶谷隆幸
- 白根尚貴
- 糸原健斗[23]
- 山本大斗

## 甲子園での成績
| 大会名                     | 出場校        | 出場数 | 成績    |
| -------------------------- | ------------- | ------ | ------- |
| 選抜高等学校野球大会       | 府中東        | 1回    | 0勝1敗  |
| 選抜高等学校野球大会       | 開星          | 2回    | 1勝2敗  |
| 全国高等学校野球選手権大会 | 松江第一 開星 | 7回    | 2勝7敗  |
| 通算                       | 通算          | 10回   | 3勝10敗 |

## 著書
単著
- 『やくざ監督と呼ばれて 〜山陰のピカソ・野々村直通一代記』（2012年5月、白夜書房）ISBN 978-4861918896
- 『強育論 〜悩める大人たちに告ぐ!「いじめの芽を摘む」特効薬』（2013年3月、講談社）ISBN 978-4062182546

共著
- 『にっぽん玉砕道 〜「子供が主役」で甲子園に10回も行けるかっ!』（2012年6月、産経新聞出版、共著：勝谷誠彦）ISBN 978-4819111683

監修
- 『部活で大活躍できる!野球 最強のポイント60』（2013年4月、メイツ出版）ISBN 978-4780412888

## 出演
ポスター
- 島根県警察本部 啓発用ポスター 暴力団追放 薬物銃器根絶（2015年、A2大ポスター）ノーギャラで出演[24]

テレビ
- 爆報! THE フライデー「甲子園での発言で大バッシングを受けた監督Nは今…」（2019年1月18日、TBS系列）
- 激レアさんを連れてきた。「型破りすぎてワイドショーまで賑わせた美術教師」（2019年3月18日、テレビ朝日系列） - 教え子・片岡光宏もVTR出演しエピソードを披露。